# ホンダ・NL125
NL125は、本田技研工業（英: Honda Motor Co., Ltd）のペルー共和国における二輪車生産子会社であるホンダ・セルバ・デル・ペルー・エス・エー（西: Honda Selva del Perù S.A.・HSP）が生産する「モトカー（西: MotoKar）」と呼ばれる三輪車である。
HSPの親会社である本田技研工業のペルーにおける現地法人ホンダ・デル・ペルー・エス・エー（西: Honda del Perú S.A.・HDP）は、モトカーを1980年から生産している。2017年の年間生産台数は、姉妹車のNL150と合わせて約18,500台で、これは同年のHSPの自動二輪車年間生産台数より多い。2022年第一四半期では、ペルーの二輪車も含めた市場の四分の一を占めた。主に乗合自動車として用いられる。
本田技研工業の中華人民共和国における二輪車生産・販売合弁会社である五羊-本田摩托（広州）有限公司（中: 五羊-本田摩托（广州）有限公司）から輸入したCG125（WH125）の後部に、独自に開発・製造したキャビンを合わせている。2015年、2017年に一部改良された。
総排気量124.10ccの4ストロークOHVエンジンを搭載し、燃料気化装置はキャブレター、点火装置はキャパシター・ディスチャージド・イグニッション（CDI）で、最高出力は9.5HP/8000RPM、最大トルクは8.8NM/7500RPMを得る。変速機は5速、駆動伝達はチェーンドライブ方式、車輪は前後とも18インチのワイヤースポークホイールで、タイヤは前輪が幅2.75インチ、後輪が3.00インチ、制動装置は前後ともドラム式である。
アルゼンチン共和国及びブラジル連邦共和国で販売されたほか、パナマ共和国でも販売されている。

## 脚註

### 註釈
1. 1 2  本田技研工業はペルーにおける現地法人「Honda del Perù S.A.」を「ホンダ・デル・ペルー・エス・エー」と邦訳している[1]。ホンダ・デル・ペルー・エス・エーは本田技研工業が全額出資する法人である[1]。
2. ↑  本田技研工業はペルーにおける二輪車生産子会社「Honda Selva del Perù S.A.」を「ホンダ・セルバ・デル・ペルー・エス・エー」と邦訳している[1]。ホンダ・セルバ・デル・ペルー・エス・エーは、本田技研工業のペルーにおける全額出資の現地法人ホンダ・デル・ペルー・エス・エー（西: Honda del Perù S.A.・HDP）[注 1]が全額出資する法人である[1]。
3. ↑  本田技研工業は中国おける二輪車生産・販売合弁会社である「五羊-本田摩托（广州）有限公司」を「五羊-本田摩托（広州）有限公司」と邦訳している[7]。